# ويليام لاتيمر
ويليام لاتيمر (بالإنجليزية: William Latimer)‏ هو سياسي أسترالي، ولد في 1858، وتوفي في 21 يوليو 1935. انتخب عضو الجمعية التشريعية نيو ساوث ويلز وانتخب عضو المجلس التشريعي نيو ساوث ويلز.